# سون وست مدیا
سون وست مدیا (انگلیسی: Seven West Media) شرکت رسانه‌ای استرالیایی است، که در سال ۱۹۹۲ تأسیس شد.